# Kieran Dowell
Kieran O'Neill Dowell (Ormskirk, Anglia, 1997. október 10. –) angol labdarúgó, aki 2019-től a Sheffield United (kölcsönben az Evertontól) játszik, középpályásként.

## Pályafutása

### Everton
Dowell 2005-ben, hétéves korában csatlakozott az Everton ifiakadémiájához. 2014. december 11-én mutatkozott be az első csapatban, a 11. percben csereként váltva a sérült Christian Atsut, az FK Krasznodar elleni Európa-liga-meccsen. 2016. április 30-án, a Bournemouth ellen a Premier League-ben is lehetőséget kapott, a 87. percben, Ross Barkley helyére beállva.

## Sikerei
Anglia U20
- U20-as világbajnok: 2017

## Külső hivatkozások
- Kieran Dowell pályafutásának statisztikái a Soccerbase oldalon (angolul)